# نادي قلعة دزة
نادي قلعة دزة الرياضي هو نادي كرة قدم عراقي في محافظة كركوك، يلعب في الدوري العراقي الدرجة الثانية.

## اطلع ايضاً
- نادي النصر الانباري
- نادي سهل نينوى